# M/Y Olivia
M/Y Olivia är en svensk salongsslup, som byggdes 1904 av Åbo Båtvarf i Åbo i Finland för konsul Fredrik Holm i Marstrand. Hon seglar idag i chartertrafik i Stockholm.

## Bildgalleri

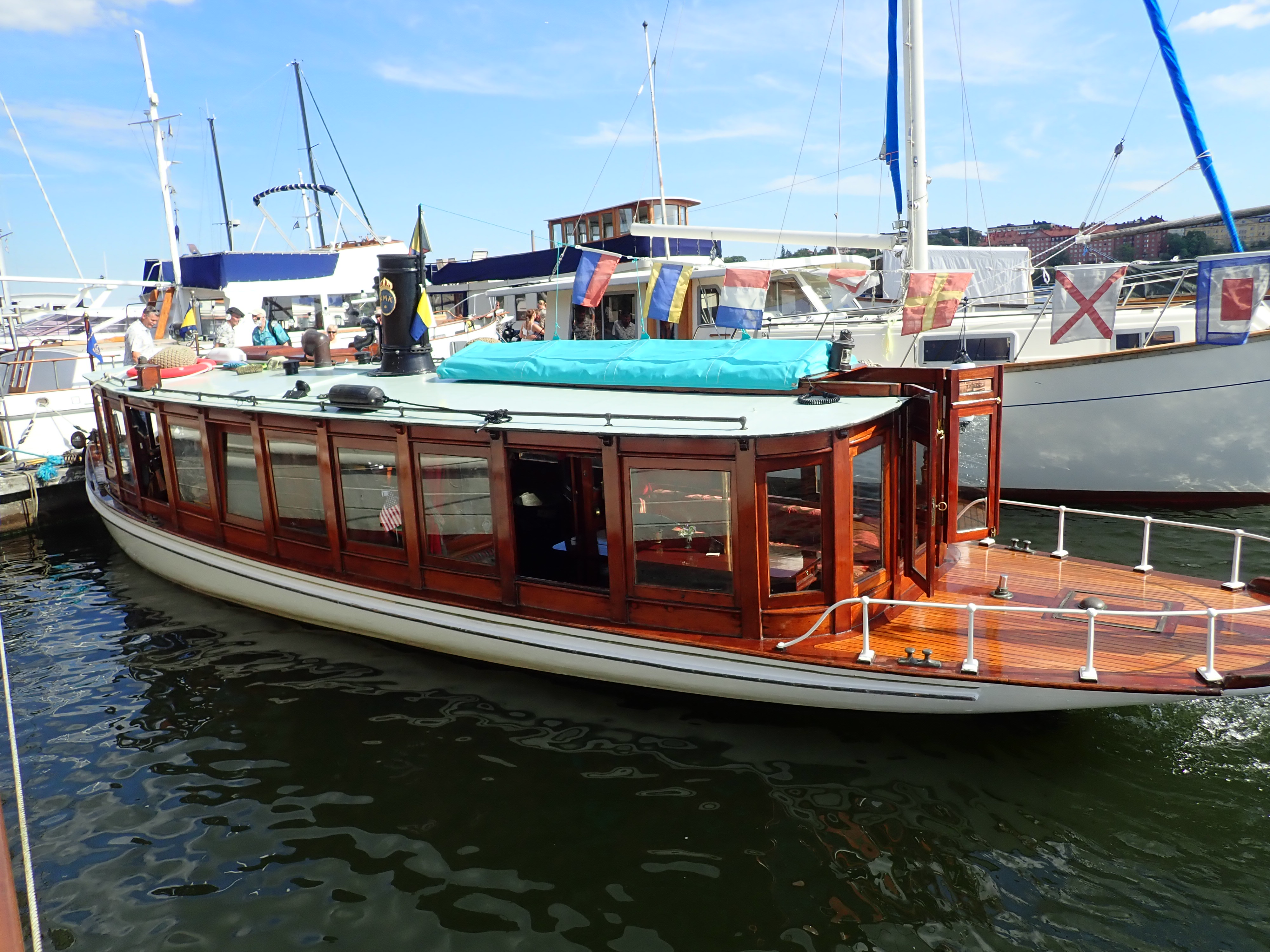
M/Y Olivia
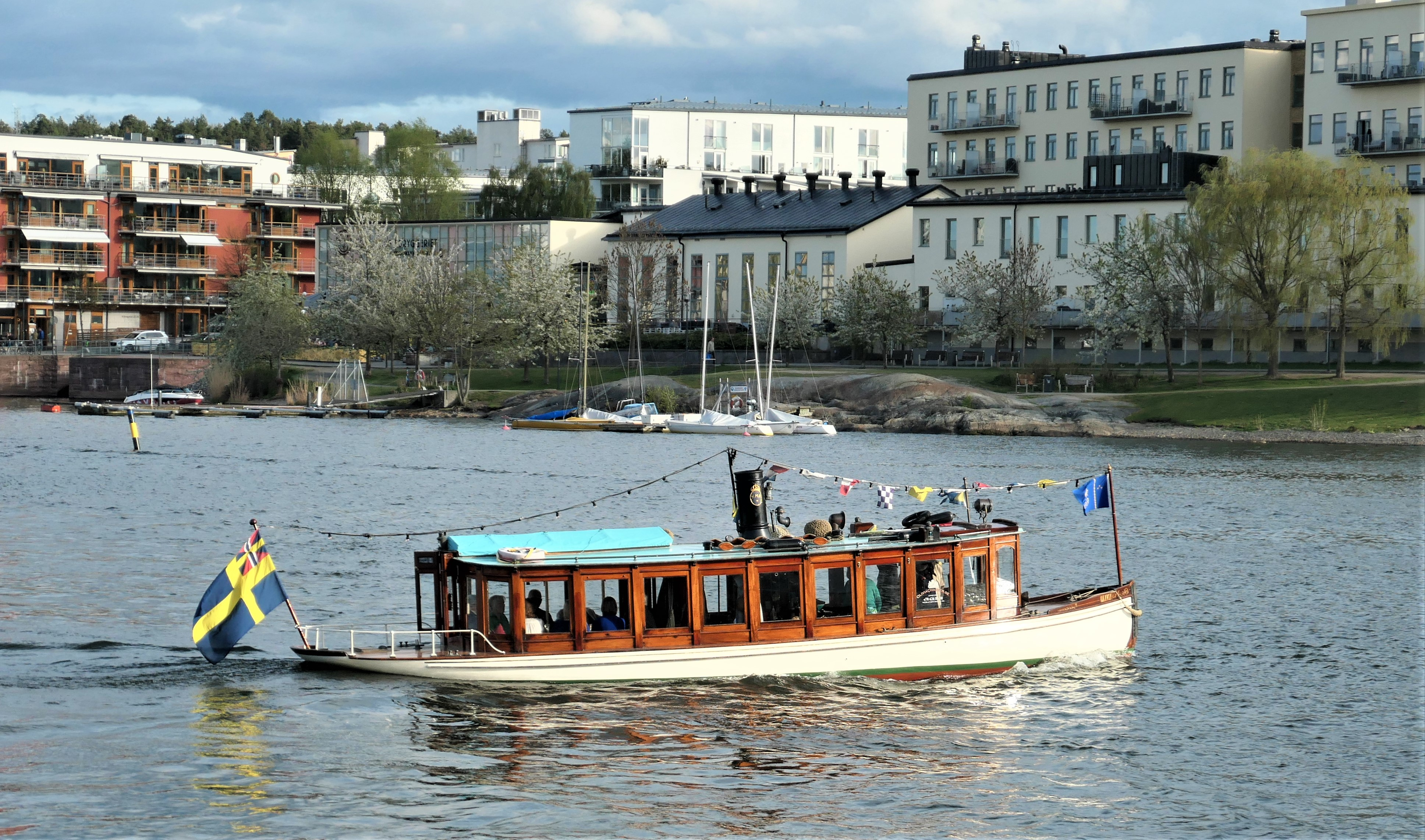
M/Y Olivia i Hammarbysjön i Stockholm